# Strupčice

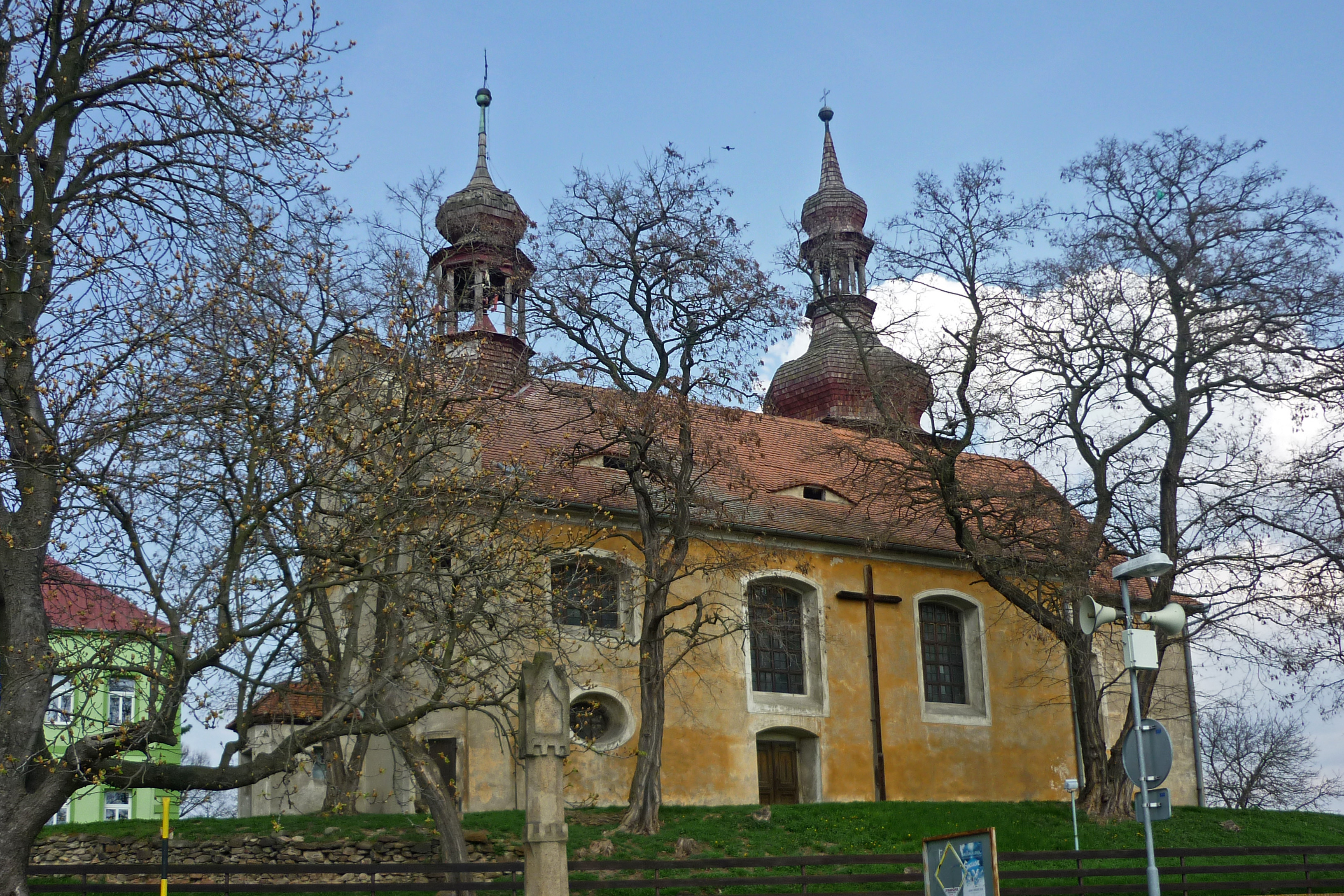
Wenzelskirche in Trupschitz

Strupčice (deutsch Trupschitz) ist eine Gemeinde in Tschechien. Sie liegt acht Kilometer östlich von Chomutov und gehört zum Okres Chomutov.

## Geographie
Strupčice befindet sich im Nordböhmischen Becken am Bach Srpina (Lumpenbach). Nördlich des Dorfes liegt das Gelände des Braunkohlentagebaus důl Jan Šverma, im Nordosten der Tagebau důl Vršany.
Nachbarorte sind Komořany und Třebušice im Norden, Most und Čepirohy im Nordosten, Vysoké Březno und Malé Březno im Südosten, Hošnice im Süden, Všestudy und Pesvice im Südwesten, Okořín im Westen sowie Zaječice und Vrskmaň im Nordwesten.
Die umliegenden Orte Pohlody und Holešice im Norden, Hořany und Slatinice im Nordosten sowie Vršany und Bylany im Osten fielen seit den 1970er Jahren dem Braunkohlenbergbau zum Opfer.

## Geschichte
In den 1990er Jahren erfolgten im Tagebaubereich Gräberfunde, die der Schnurkeramik-Kultur und Aunjetitzer Kultur zuzuordnen sind.
Die erste schriftliche Erwähnung des zur Herrschaft Ervěnice gehörigen Dorfes Strupczyicz erfolgte im Jahre 1352. Zwei Jahre später wurde der Besitzer der Herrschaft, Newlas von Zecz, als Patron der Kirche in Strupczyicz genannt. Das Dorf wurde im 14. Jahrhundert in zwei Teile geteilt. Danach wurde der Ort größtenteils der Herrschaft Rothenhaus angeschlossen, ein kleiner Anteil verblieb bei Ervěnice. 1417 wurde Busko von Ervěnice Besitzer des größten Teils des Dorfes. Die Herren von Ervěnice, die auch die Burg Eisenberg besaßen, vereinigten beide Herrschaften. Im Jahre 1421 wurden die Smolík von Slavice Besitzer von Eisenberg. Das Dorf wurde im Laufe der Zeit als Strupczicz, Trupschitz und Trupssycze bezeichnet. Am 13. Dezember 1481 erhob Wladislaw II. Jagiello Trupschitz zum Städtchen und verlieh ein Wappen und das Recht zur Verwendung eines grünen Wachssiegels. Um 1500 wurden beide Anteile von Trupschitz unter der Herrschaft Rothenhaus vereinigt. Nachfolgend wurde das Städtchen protestantisch.
Im Laufe des 16. Jahrhunderts wurde Trupschitz wieder an die Herrschaft Ervěnice angeschlossen. Bei der Pestepidemie von 1568 starben in Trupschitz 190 Menschen. Davon erholte sich der Ort nicht mehr. Nach dem Tode Bohuslavs d. Ä. von Michalovice wurde das Erbe unter dessen vier Söhnen aufgeteilt. Diwisch von Michalovice versuchte die Bewohner gewaltsam zum Katholizismus zurückzuführen, stieß aber auf hartnäckigen Widerstand der Bevölkerung. Zwischen 1602 und 1603 war in Brüx ein Verfahren anhängig, in dem der Richter und die Einwohnerschaft von Trupschitz erfolgreich gegen Diwisch wegen der Aneignung von der Trupschitzer Kirche zustehenden Geldern und Gütern klagten. Sein Bruder Bohuslav d. J. von Michalovice, der später die gesamte Herrschaft wieder vereinigte, ließ wieder religiöse Toleranz walten. Er gehörte während des Ständeaufstandes dem Direktorium der Stände an und wurde am 21. Juni 1621 auf dem Altstädter Ring in Prag hingerichtet. Um 1620 entstand eine einklassige Schule. 1622 kaufte Wilhelm d. J. Popel von Lobkowicz die Herrschaft Ervěnice und im Jahre darauf auch Eisenberg. Er vereinigte seinen Besitz zur Herrschaft Neundorf-Eisenberg.
Der Dreißigjährige Krieg brachten dem Städtchen den völligen Niedergang. Die Pfarre erlosch und die Trupschitzer Kirche wurde zur Filialkirche von Neundorf an der Biele. Seit 1629 wurde Trupschitz wieder als Dorf bezeichnet. 1654 waren ein Teil der Häuser noch vom Krieg zerstört oder beschädigt. In dieser Zeit lebten die Bewohner von der Zucht von Schafen und Schweinen sowie dem Hopfenbau. 1665 zerstörte ein Großfeuer drei Bauernhöfe. Im Jahre 1770 starben 20 Einwohner an Typhus. 1776 brachte eine Windhose den aus dem 14. Jahrhundert stammenden Turm der St. Wenzelskirche sowie vier Stadel zum Einsturz.
1799 entstand eine Dorfschmiede. Zu Beginn des 19. Jahrhunderts wurden nördlich von Trupschitz die Braunkohlenschächte Franz und Thekla abgeteuft. Bis zur Mitte des 19. Jahrhunderts blieb Trupschitz zur Herrschaft Neundorf-Eisenberg untertänig. 1847 fand erstmals der heutige Name Strupčice Verwendung.
Nach der Aufhebung der Patrimonialherrschaften bildete Trupschitz / Strupčice ab 1850 eine politische Gemeinde im Bezirk Komotau. In den 68 Häusern des Ortes lebten zu dieser Zeit 368 Menschen. 1852 wurde eine Gendarmeriestation eingerichtet. 1866 starben 30 Einwohner an der Cholera. Der Friedhof an der Kirche wurde 1878 aufgehoben und am östlichen Ortsrand ein neuer angelegt. Um das Dorf herum entstanden bis zum Ende des 19. Jahrhunderts 22 Ziegeleien, die auch Dachziegeln, Drainagen, Fliesen und Pflastersteine fertigten und wegen der guten Qualität ein weites Absatzgebiet hatten. 1879 stellte die Gemeinde einen Wachmann an.
1884 eröffnete an einer schwefelhaltigen Quelle ein Heilbad. Die 1887 durch die Gebrüder Löwy geteufte Zeche Anna-Schacht nahm im Jahr darauf die Förderung auf und wurde im 20. Jahrhundert zum größten Unternehmen des Ortes. Der Badebetrieb musste 1887 eingestellt werden, da die Quelle vom Anna-Schacht gezäpft worden war.
Im Jahr 1887 nahm die Lokalbahn Potscherad–Wurzmes den Betrieb auf, an der Truptschitz einen Bahnhof erhielt. Die Erweiterung des Grubenbetriebes auf dem Anna-Schacht führte in den 1890er Jahren zu einem akuten Wohnungsmangel in der Gemeinde. 1891 musste die Gendarmeriestation aufgelöst werden, weil die Gemeinde dem Gendarmen weder Wohn- noch Dienstraum zur Verfügung stellen konnte. Erst 1897 war das Problem gelöst und in Trupschitz waren fortan zwei Gendarmen tätig. Im Jahre 1900 gründete sich eine Freiwillige Feuerwehr. 1904 wurde der Gasthof „Die Schenk“ eingeweiht; er besaß den größten Tanzsaal mit Bühne im Bezirk Komotau.
Nach dem Zerfall der k.u.k. Monarchie gehörte Trupschitz ab November 1918 zur Provinz Deutschböhmen. Der Ort wurde kurz danach von der tschechoslowakischen Armee besetzt und 1919 der Tschechoslowakei zugesprochen. Zu dieser Zeit lebten im Ort 1238 Deutsche und 234 Tschechen. 1923 erwarb die Bergbau-Aktiengesellschaft Union mit Sitz in Prag die Zeche Anna-Schacht. 1930 hatte Trupschitz 1530 Einwohner, davon waren ein Drittel Tschechen. Von den 18 Gemeindevertretern stellte die tschechische Minderheit sechs und im fünfköpfigen Gemeinderat war ein Tscheche. In den 1930er Jahren wurden noch neun Ziegeleien betrieben.
Nach dem Münchner Abkommen lag die Gemeinde 1938 auf dem Staatsgebiet des Deutschen Reiches und gehörte bis 1945 zum Landkreis Komotau. Viele der hier lebenden Tschechen verließen den Ort. Im Jahr 1939 wurde der Anna-Schacht stillgelegt und 1941 verwahrt. 1939 hatte Trupschitz nur noch 1168 Einwohner. Während des Zweiten Weltkrieges entstand in der Schenk ein Kriegsgefangenenlager mit 500 Gefangenen, die im Bergbau arbeiten mussten. Im Juli 1944 und April 1945 erfolgten Bombenangriffe der Alliierten, die Schäden waren gering. Am 8. Mai 1945 besetzte die sowjetische Rote Armee das Dorf.
Nach dem Zweiten Weltkrieg kam der Ort zur Tschechoslowakei zurück und die deutschen Einwohner wurden mehrheitlich vertrieben. Mit Beginn des Jahres 1961 erfolgte die Eingemeindung von Okořín. Die Kapelle in Okořín wurde in den 1960er Jahren abgerissen. Strupčice war in den 1970er Jahren eines der Musterdörfer des Okres Chomutov. 1976 wurden Hošnice und Sušany angeschlossen. 1981 wurde über Strupčice wegen der Erweiterung der Braunkohlentagebaue südwestlich von Most ein Bauverbot verhängt.
In den nachfolgenden Jahren begann der Verfall von Strupčice und ein Teil der Einwohner verließ das Dorf. 1984 wurde die Eisenbahnstrecke Počerady–Vrskmaň eingestellt und die Gleise wegen ihrer Lage am Rande des Tagebaus abgebaut. Lediglich ein anderthalb Kilometer langes Gleisstück am nordwestlichen Ortsrand blieb erhalten. 1989 wurde mit dem Raumplanungsbeschluss für die Anlegung einer Ersatzsiedlung für Strupčice in Sušany der Untergang des Dorfes amtlich. Nach der Samtenen Revolution wurden die Pläne zur Tagebauerweiterung verworfen und das Bauverbot in Strupčice schließlich aufgehoben. In den 1990er Jahren begann die Sanierung des Dorfes. Im Jahre 2001 bestand der Ortsteil Strupčice aus 120 Wohnhäusern und hatte 431 Einwohner. In Hošnice und Sušany lebten jeweils 55 Menschen.

## Gemeindegliederung
Die Gemeinde Strupčice besteht aus den Ortsteilen Hošnice (Hoschnitz), Okořín (Ukkern), Strupčice (Trupschitz) und Sušany (Zuscha).
Das Gemeindegebiet gliedert sich in die Katastralbezirke Strupčice und Sušany.

## Sehenswürdigkeiten
- Kirche St. Wenzel, der aus dem 14. Jahrhundert stammende Bau wurde 1780 nach dem Einsturz des Turmes umgebaut und erweitert
- Statue des hl. Johannes von Nepomuk,
- Statue des hl. Wenzel, auf dem Dorfplatz, errichtet 1833
- Kirche St. Markus in Sušany
- Kapelle St. Veit in Hošnice
- Statue der Anna Selbdritt in Hošnice, geschaffen 1716

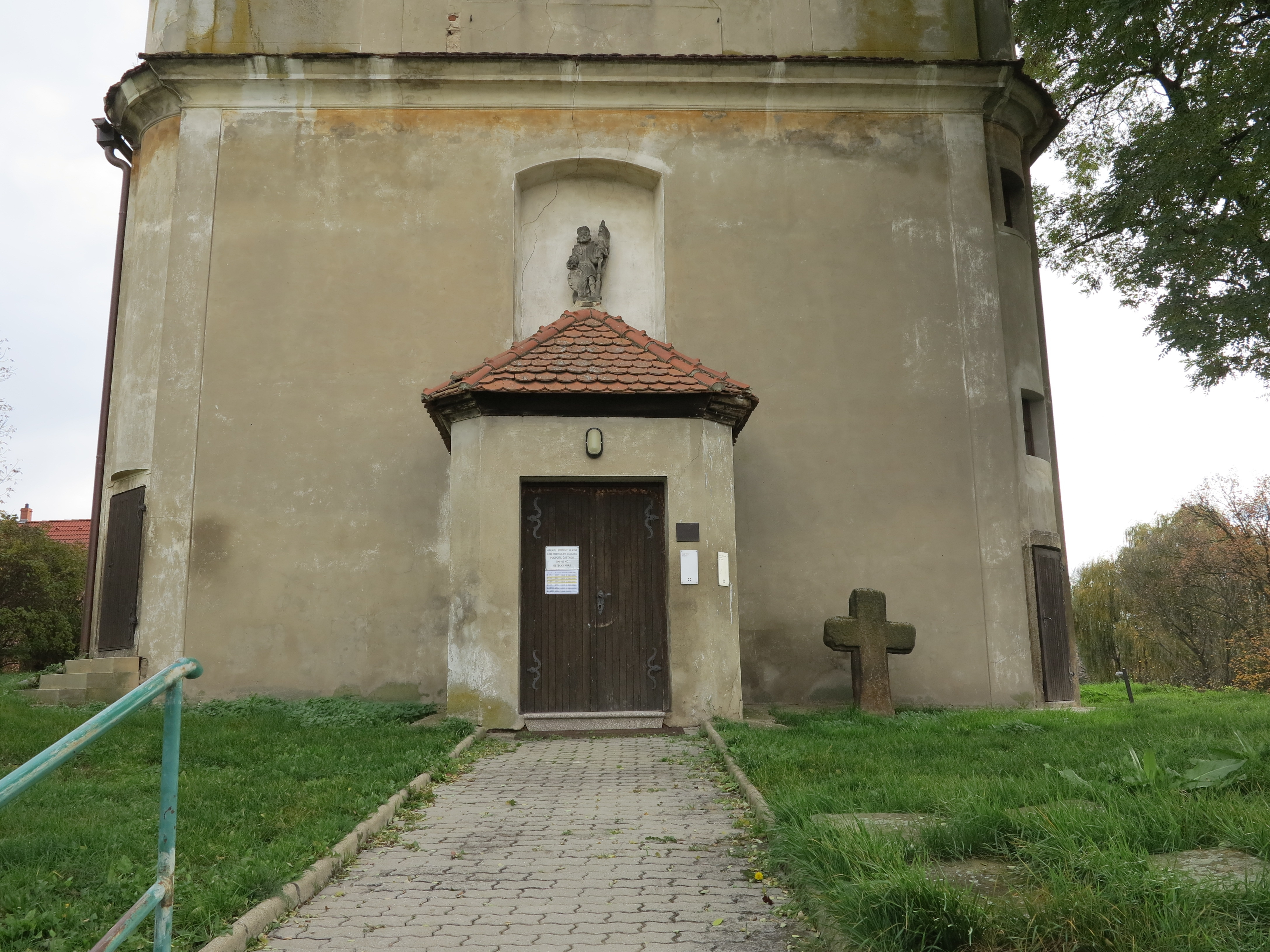
Eingang zur Kirche, rechts lateinisches Kreuz, über dem Eingang der Schutzheilige
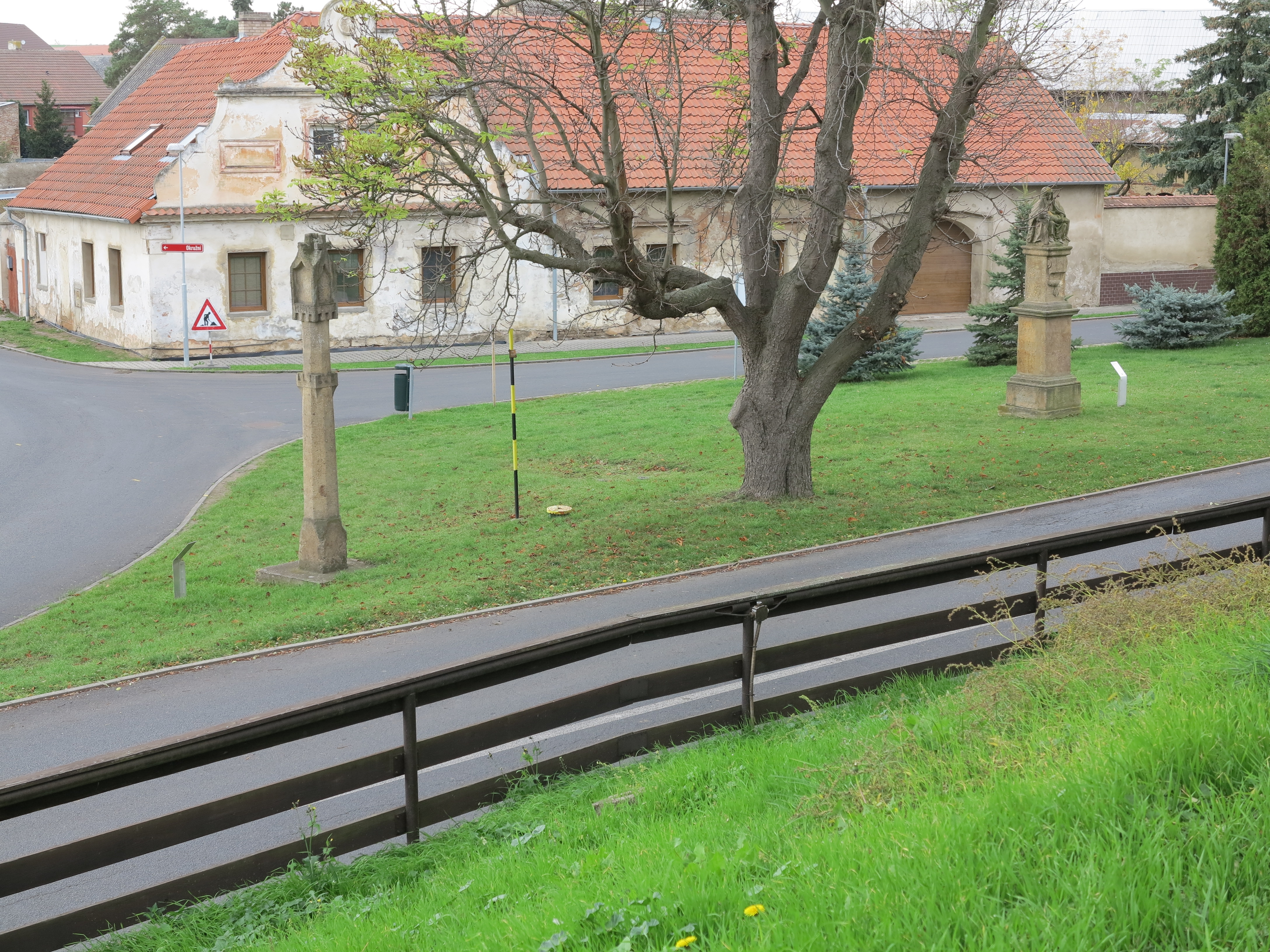
Blick von der Südseite der Kirche auf eine Herrgott-Säule und eine Pieta
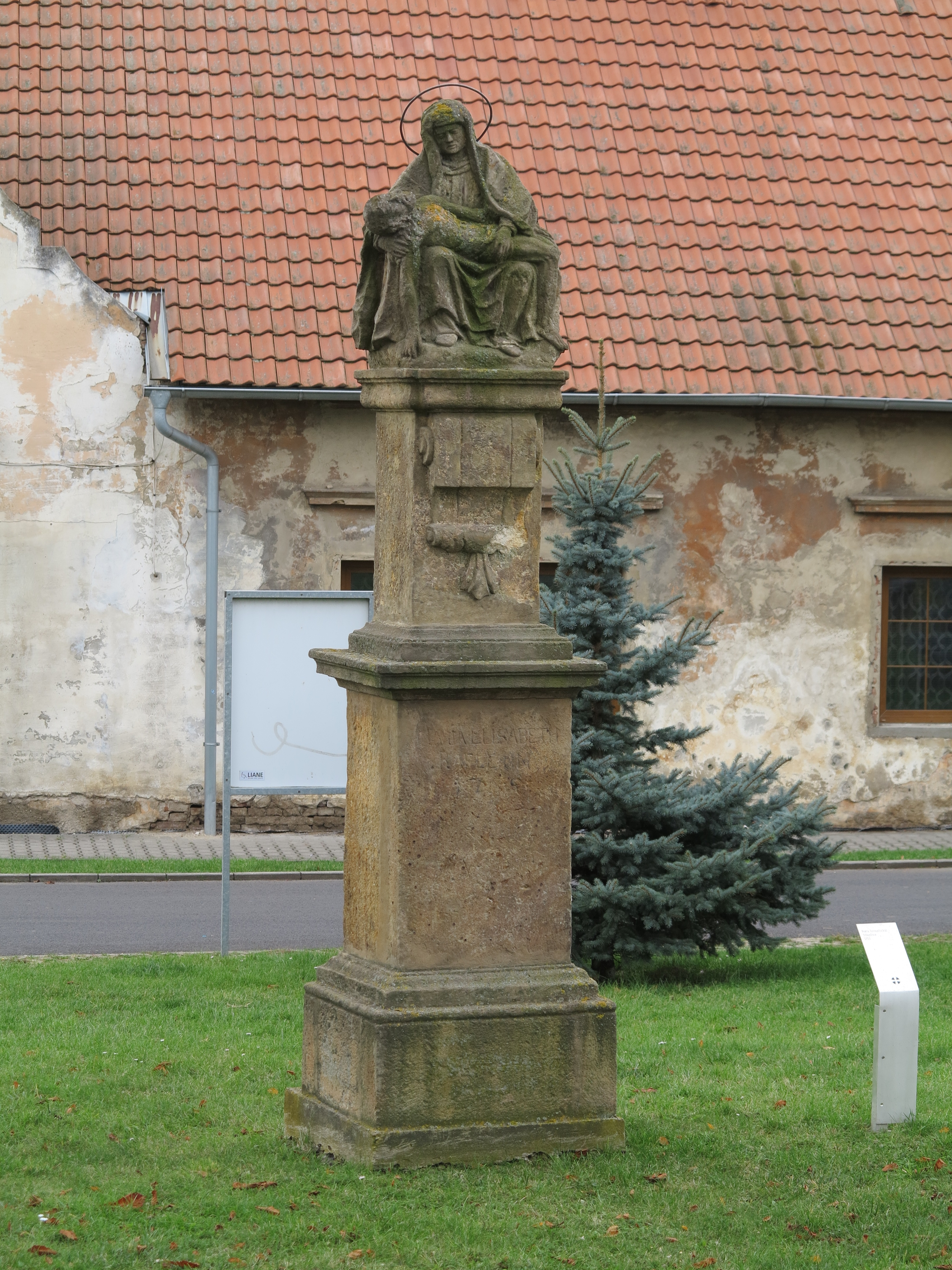
Pieta auf einem quadratischen Steinsockel. Die niedrigere von beiden unterhalb der Kirche
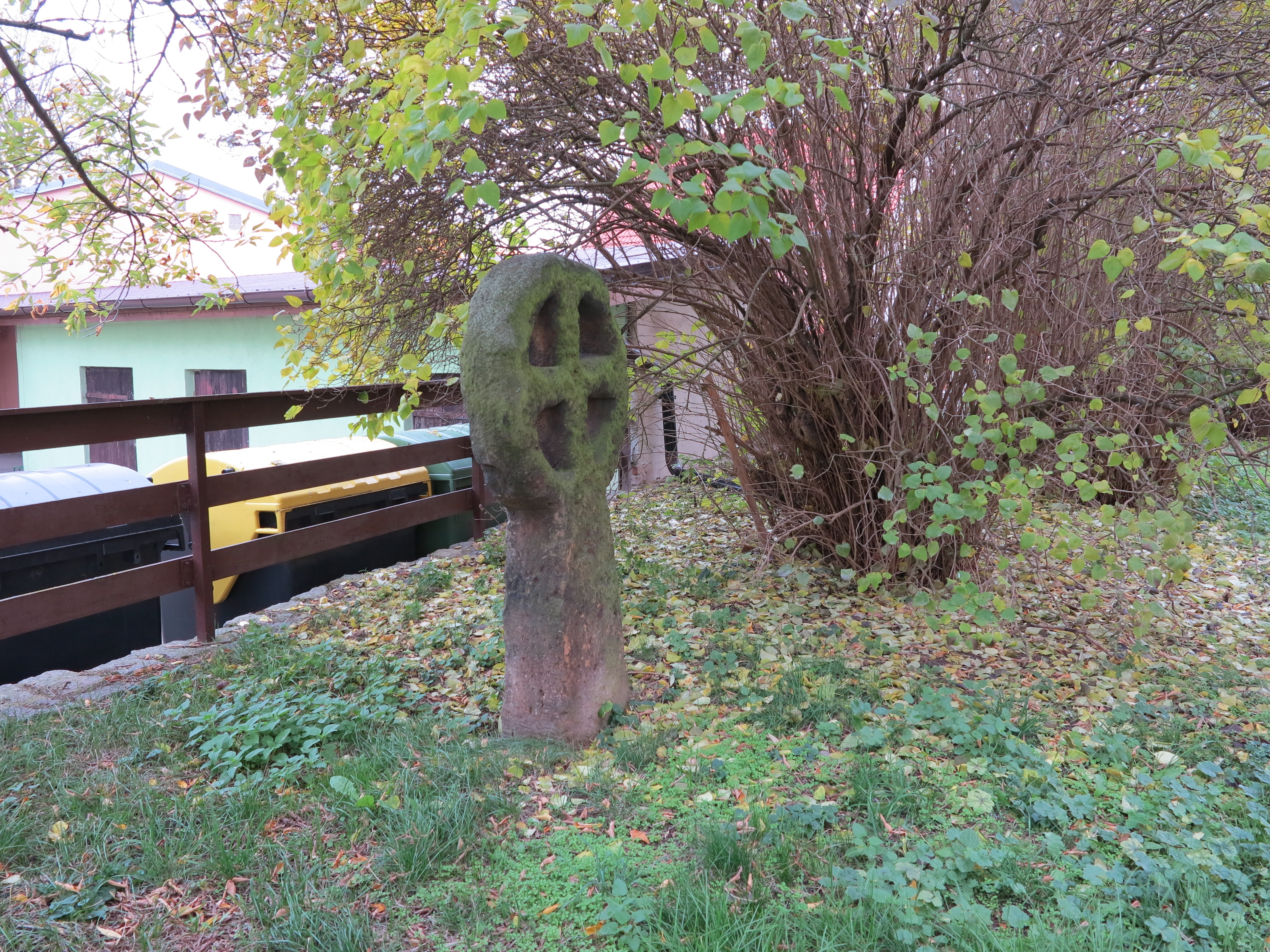
Sehr seltenes mittelalterliches Ringkreuz an der Nordseite der Kirche. Kein keltisches Kreuz
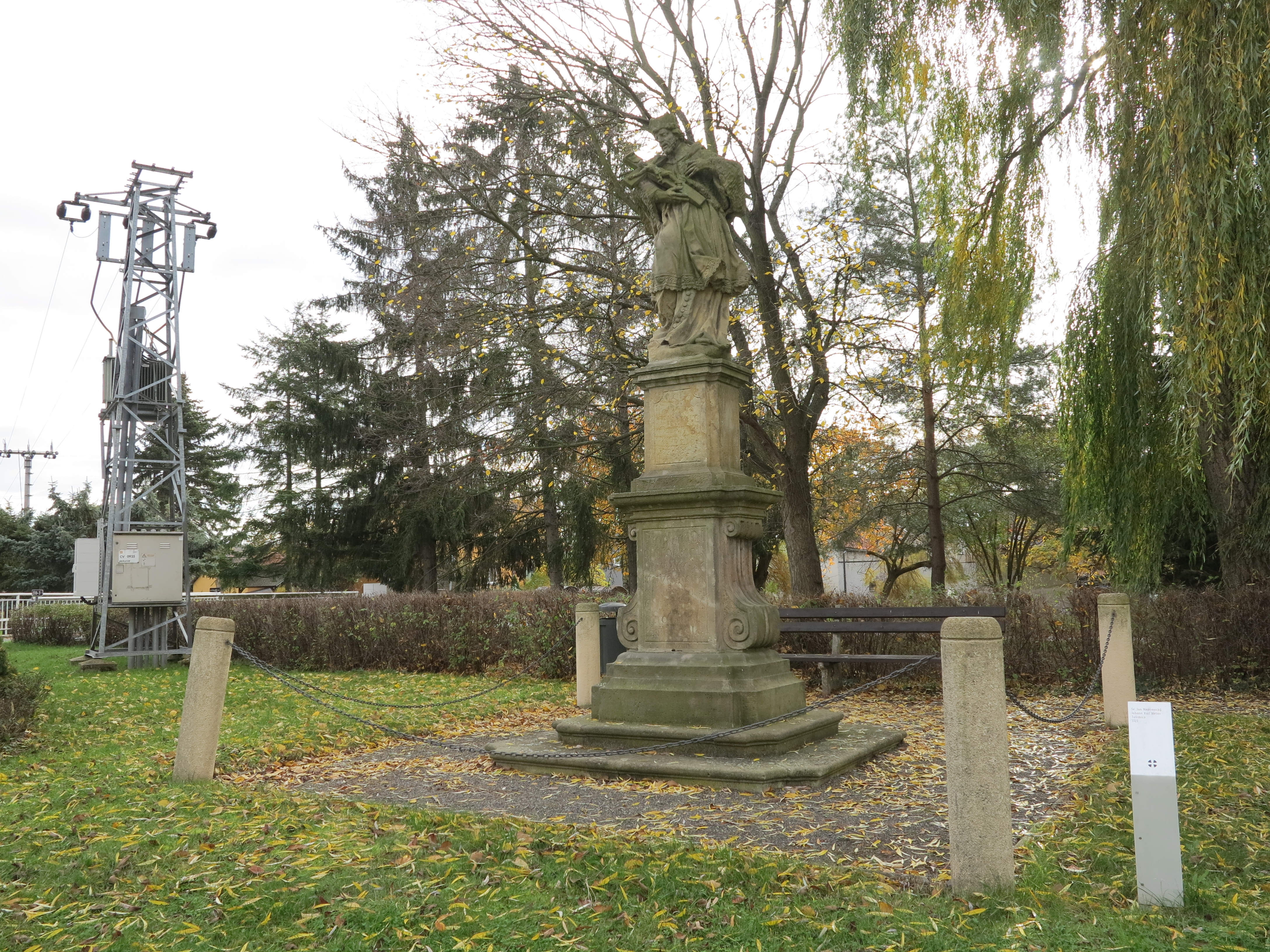
Steinsäule mit Heiligem Wenzel
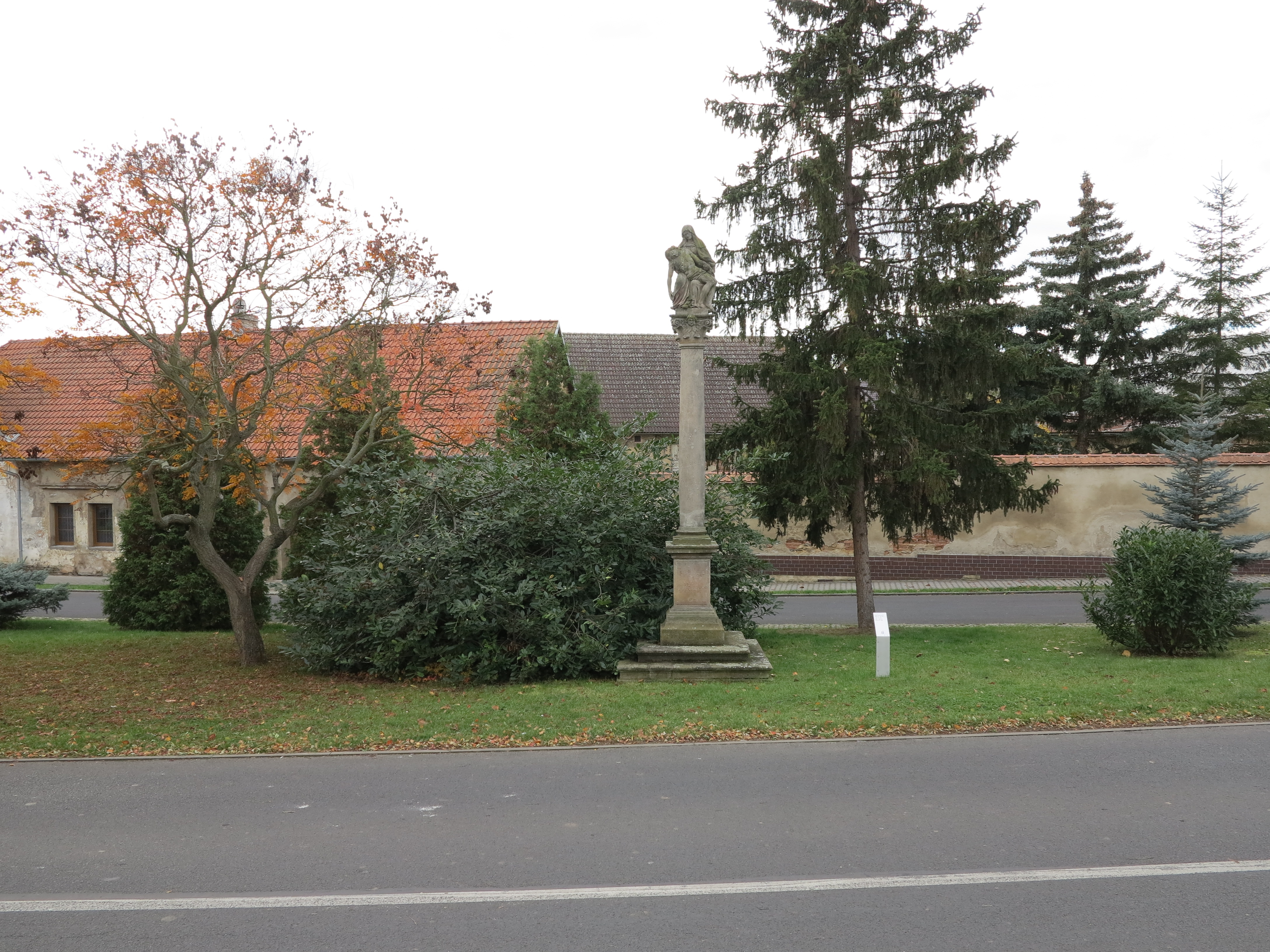
Pieta, eigentlich aus Klášterec nad Ohří, 1. Hälfte 18. Jh. Sockel mit Inschrift aus Drahonice. 1710
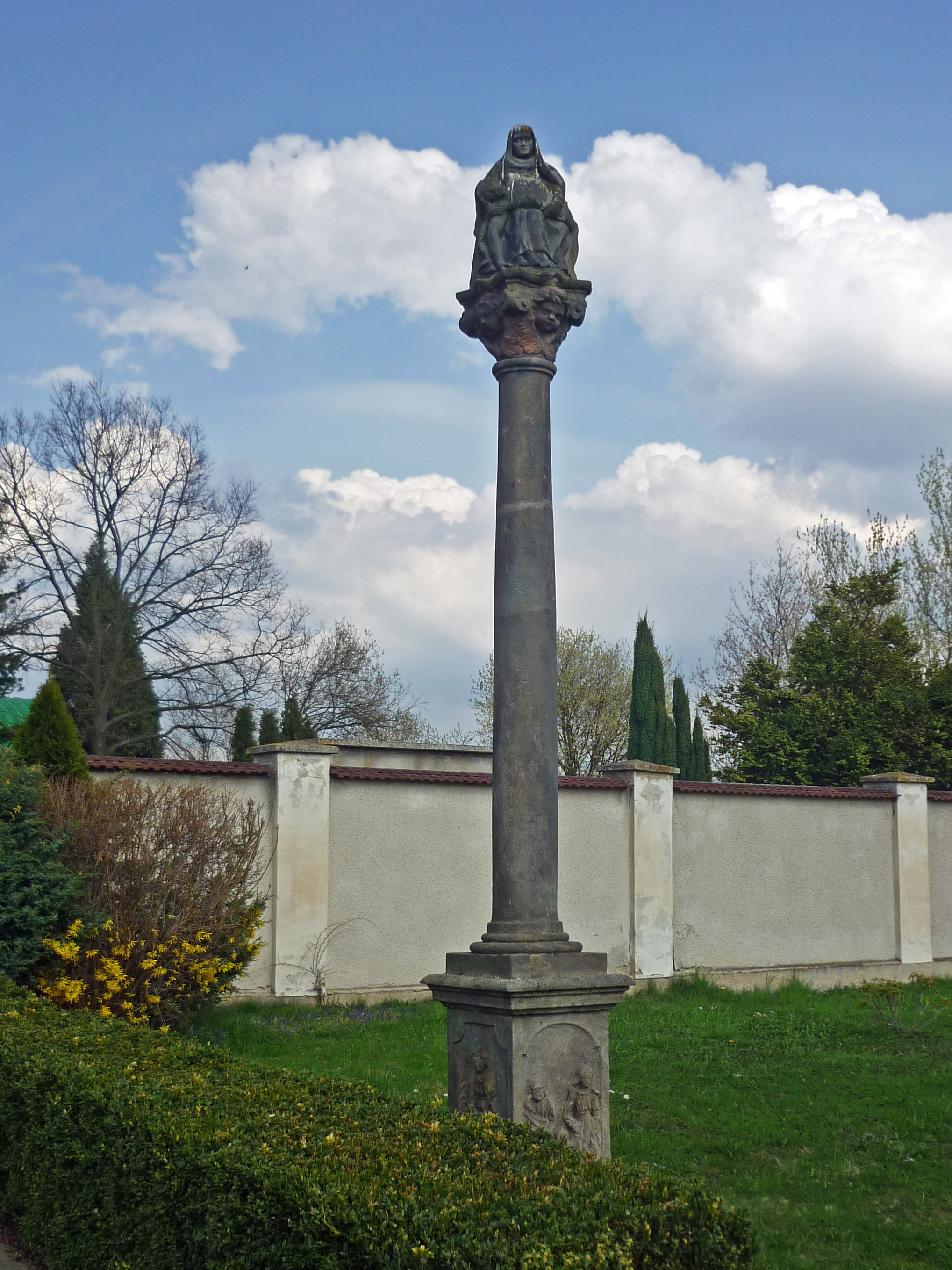
Säule mit Pietà am Friedhof, umgesetzt aus Kralupy u Chomutova

Inschrift am Sockel der Pieta auf dem runden Steinsockel unterhalb der Kirche: 
EHR SEY DER GANTZEN ALLERHEILIGSTEN DREYFALTIGKEIT DIE UNS BEY GIFTIGER PESTGEFAHR GERETTET HAT
AUFGESETZT VON ALLHIESIEGER GEMEIN.. DROHNITZ IN JAHR CHRISTI…
EHR SEY GOTT VATER DER UNS AUS NICHTS GEMACHT
EHR SEY GOTT SOHN DER MIT VERGOSSENEN BLUT UNS ALLE ERLÖST HAT